# Comité Revolucionari (Iemen)
El Comitè Revolucionari del Iemen, també anomenat Consell Revolucionari o Comitès Revolucionaris, és una institució formada pel grup xiïta Ansar Allah. A la seva "declaració constitucional", que va aprovar el 6 de febrer del 2015 després de prendre el control de la capital iemenita i també gran part de l'antic Iemen del nord, el grup declara que el comitè actuaria en tant que autoritat interina del Iemen. El comitè ha rebut la tasca de formar un nou parlament amb 551 diputats, que després s'encarregaria de triar el nou president i executiu, qui hauria de governar el país per un període de 2 anys. Els EUA han contestat aquesta acció, d'igual manera que el secretari de l'ONU i el Comitè per la Cooperació del Golf.